# Krasen Kralev
Krasen Kirilov Kralev (en búlgaro: Красен Кирилов Кралев; Varna, 2 de enero de 1967) es un empresario, dirigente deportivo y político búlgaro, que se desempeñó como Ministro de Juventud y Deportes de Bulgaria en dos ocasiones, entre 2014 y 2017 y entre 2017 y 2021.

## Biografía
Nacido en Varna en enero de 1967, se licenció en Medicina de la Universidad Médica de Varna, posteriormente realizando especializaciones en Marketing Global y en gestión de campañas políticas de la Universidad de Carolina del Sur (1990) y en la Asociación Nacional de Publicistas de Estados Unidos (1997).
En su juventud fue corredor de fondo: En 1986, obtuvo el récord nacional juvenil búlgaro de 20.000 metros. Participó en las Balkaniads de 1986 y 1987, obteniendo el tercer lugar como parte de la selección nacional de campo a través.
En 1992, fundó MAG Communications, una empresa de consultoría, siendo Presidente de la Junta Directiva de la empresa entre 1992 y 2014. Como jefe de esta empresa, fue consultor del Instituto Nacional Democrático de los Estados Unidos.
Como dirigente deportivo, se desempeñó como presidente del club de fútbol PFC Cherno More Varna en dos ocasiones (1998-2001, 2003-2007) y como jefe de la comisión de fútbol sala de la Unión Búlgara de Fútbol.
En 2004 fue uno de los cofundadores del partido político Nueva Era (en búlgaro: Новото Време), siendo su líder adjunto hasta 2012. Participó en las elecciones legislativas de 2009 como parte de una coalición con el partido Líder (en búlgaro: Лидер).
Fue elegido a la Asamblea Nacional en las elecciones legislativas de 2014, siendo sucesivamente reelegido desde entonces. El 7 de noviembre de 2014 fue designado Ministro de Juventud y Deportes de Bulgaria por el Primer Ministro Boiko Borísov, sucediendo en el cargo a Evgenia Radanova.  Tras perder su puesto en el breve gobierno de Ognian Gerdzhikov, recuperó su cargo en mayo de 2017, cuando se conformó el Tercer Gobierno de Borísov, el cual duró hasta mayo de 2021.
En noviembre de 2017, fue elegido miembro de la Junta de la Agencia Mundial Antidopaje, en representación de la Unión Europea.